# Chaetocnema latapronota
Chaetocnema latapronota (лат.) — вид жуков-листоедов рода Chaetocnema трибы земляные блошки из подсемейства козявок (Galerucinae, Chrysomelidae). Южная и Юго-восточная Азия.

## Распространение
Встречаются в Южной и Юго-восточной Азии (Индия, Пакистан, Таиланд).

## Описание
Длина 1,90—2,00 мм, ширина 1,10—1,15 мм. От близких видов (Chaetocnema cognata) отличается комбинацией следующих признаков: длинным пронотумом (соотношение ширины к длине 1,48—1,52), слабыми каллусами плечевых бугров пронотума, формой эдеагуса. Переднеспинка и надкрылья гладкие, бронзоватые. Голова и дорзум мелко сетчатые. Фронтоклипеальная борозда отсутствует. Антенномеры усиков полностью желтовато-коричневые (А1-11), лапки и голени красновато-коричневые, передние и средние бёдра светло-коричневые, задние бёдра темнокоричневые. Голова гипогнатная (ротовые органы направлены вниз). Надкрылья покрыты несколькими рядами (6—8) многочисленных мелких точек — пунктур. Бока надкрылий выпуклые. Второй и третий вентриты слиты. Средние и задние голени с выемкой на наружной стороне перед вершиной. Переднеспинка без базальной бороздки. Вид был впервые описан в 2019 году в ходе ревизии ориентальной фауны рода Chaetocnema, которую провели энтомологи Александр Константинов (Systematic Entomology Laboratory, USDA, c/o Smithsonian Institution, National Museum of Natural History, Вашингтон, США) и его коллеги из Китая (Ruan Y., Yang X., Zhang M.) и Индии (Prathapan K. D.).